# Molorchoepania mizoguchii
Molorchoepania mizoguchii är en skalbaggsart som först beskrevs av Hayashi 1955.  Molorchoepania mizoguchii ingår i släktet Molorchoepania och familjen långhorningar. Inga underarter finns listade i Catalogue of Life.